# Селеби-Пхикве (аэропорт)
Аэропорт Селеби-Пхикве  (ИАТА: PKW, ИКАО: FBSP) — коммерческий аэропорт, расположенный вблизи Селеби-Пхикве (Ботсвана).
Аэропорт находится примерно в 12 километров (7,5 миль) к юго-востоку от города. Регулярные маршруты отсутствуют, обслуживаются только частные и чартерные рейсы.